# Tidewater

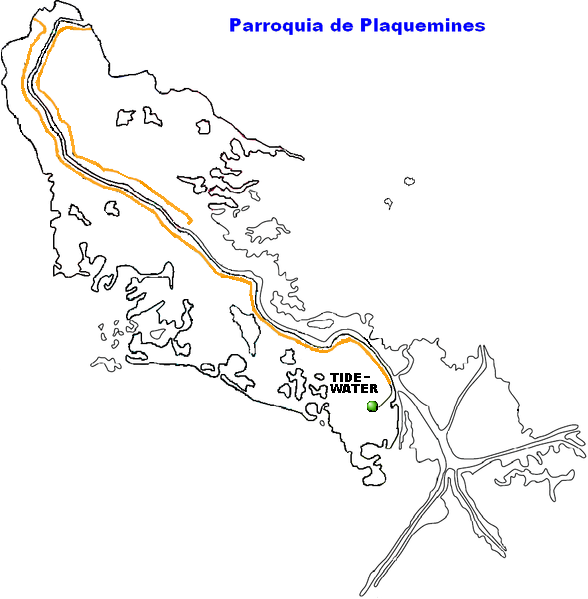
Localización de Tidewater en el mapa de la Parroquia de Plaquemines.

Tidewater es una pequeña localidad ubicada sobre el delta del Misisipi, dentro de la parroquia de Plaquemines, en el estado de Luisiana, Estados Unidos.

## Geografía
El establecimiento de Tidewater tiene escasos metros de elevación sobre el nivel del mar, convirtiéndola una zona proclive a las inundaciones. Su población se compone de menos de un centenar de habitantes. La particularidad de esta comunidad es que es el último asentamiento conectado a una carretera (se conecta con la ruta "Tidewater Road"), aunque ahora este poblado cuente con muy pocos residentes. Esta localidad se encuentra ubicada a más de quinientos kilómetros del aeropuerto internacional más cercano, el (IAH) Houston George Bush Intercontinental Airport.
Su principal actividad económica se lleva a cabo en una Planta aceitera y petrolera ubicada en Tidewater.